# Bengt Enander
Bengt Natanael Enander, född 9 december 1928 i Lund, död 12 juni 1981, var en svensk ingenjör.
Enander, som var son till läroverksadjunkt Ernst Enander och Ruth Lindqvist, avlade studentexamen i Östersund 1947, utexaminerades från Kungliga Tekniska högskolan 1952, blev teknologie licentiat 1961, teknologie doktor vid Kungliga Tekniska högskolan 1964 och docent i mikrovågsteknik där 1964. Han var forskningsingenjör på L.M. Ericsson 1952–1954 och 1955–1966, på Radio Corporation of America i Princeton, New Jersey, 1954–1955 och professor i teoretisk elektroteknik vid Kungliga Tekniska högskolan från 1966. Han författade skrifter i ellära, särskilt mikrovågsteknik. Enander är gravsatt i minneslunden på Skogskyrkogården i Stockholm.